# ToeJam and Earl
ToeJam and Earl est un jeu vidéo d'action sorti en 1991 sur Mega Drive. Le jeu a été développé par Johnson Voorsanger Productions puis édité par Sega.

## Système de jeu
Le but du jeu est de récupérer les 10 pièces du vaisseau de nos deux protagonistes, deux extraterrestres ToeJam et Earl dont le vaisseau s'est écrasé sur la Terre. Les pièces du vaisseau sont réparties sur une vingtaine de niveaux, chaque niveau étant un étage que l'on atteint en prenant l'ascenseur du niveau précédent.
Si l'on tombe du bord d'un niveau, on retombe sur l'endroit correspondant du niveau d'en dessous (avec risque de retomber sur plusieurs niveaux si l'endroit où l'on est censé atterrir est vide). La taille des niveaux va en grandissant au fur et à mesure de l'aventure, et les « ennemis » sont de plus en plus nombreux et dangereux.
Dans certains niveaux est présente une pièce du vaisseau, mais pas dans tous.
Dans ces niveaux sont disséminés des paquets cadeaux aux effets aléatoires et inconnus au premier abord, ainsi que de la nourriture pouvant enlever ou redonner de la vie.
La progression peut se faire de façon linéaire ou aléatoire, c'est un choix à faire en début de partie, c'est-à-dire que l'emplacement des pièces sera ou toujours le même, ou aléatoire.
Dans une partie avec un joueur, on peut choisir d'incarner soit ToeJam soit Earl. De plus, dans une partie à deux joueurs, les joueurs peuvent évoluer sur des niveaux différents, toutefois, pour atteindre un niveau plus élevé, il faudra attendre l'autre joueur dans l'ascenseur.

## Accueil
- Famitsu : 27/40[1]